# Omro
Omro is een plaats (city) in de Amerikaanse staat Wisconsin, en valt bestuurlijk gezien onder Winnebago County.

## Demografie
Bij de volkstelling in 2000 werd het aantal inwoners vastgesteld op 3177. In 2006 is het aantal inwoners door het United States Census Bureau geschat op 3298, een stijging van 121 (3,8%).

## Geografie
Volgens het United States Census Bureau beslaat de plaats een oppervlakte van 6,1 km², waarvan 5,8 km² land en 0,3 km² water. Omro ligt op ongeveer 231 m boven zeeniveau.

## Plaatsen in de nabije omgeving
De onderstaande figuur toont nabijgelegen plaatsen in een straal van 28 km rond Omro.